# لمك بن مالك
لمك بن مالك الهمداني (توفي ق. 1097 م) كان قاضيًا وشخصية سياسية ودينية بارزة في اليمن في القرن الحادي عشر، في عهد السلالة الصليحية. كان لماك مسلمًا إسماعيليًا، وأُرسل إلى بلاط الخلافة الفاطمية الإسماعيلية لعدة سنوات من عام 1062 إلى عام 1067، وكان بمثابة سفارة تمثل مصالح الصليحيين. وكان له دور فعال في جعل اليمن مركزًا للدعوة الإسماعيلية، وكذلك في إعادة تأسيس الدعوة في الهند بعد انقراضها الأصلي هناك. وساعدت زيارته أيضًا في تحديد العلاقة بين الفاطميين والصليحيين وتحقيق التوافق بين مصالحهم. وعندما عاد إلى اليمن، أحضر معه بعضًا من الأدب الإسماعيلي الفاطمي، مما أدى بشكل غير مباشر إلى بقاء المخطوطات على قيد الحياة بعد تدمير الأيوبيين للمخطوطات الإسماعيلية بعد غزوهم لمصر.
وبحسب عباس الهمداني، فإن لماك كان مسؤولًا عن إدخال الانقسام بين السلطة السياسية والدينية في اليمن الصليحي بعد وفاة علي الصليحي. ورث المكرم منصب الداعي من أبيه مع الملكية، ولكن في الممارسة العملية كان لماك هو الذي يقوم بهذه الواجبات، وقد عينه المستنصر داعيًا بنفسه.

## السيرة
كان لمَك بن مالك من فرع بني حماد من قبيلة بني همدان الأكبر. كان أصله من ليهب في منطقة جبل حراز. ربما كان ابن مالك الحمادي، مؤلف كتاب كشف أسرار الباطنية، شقيق لماك، وربما اختلفا بسبب الاختلافات الدينية والسياسية. وكان لماك عضوًا فعالًا في الجماعة الإسماعيلية في اليمن. أسره حاكم محلي قبل صعود علي الصليحي إلى السلطة وأُطلق سراحه عندما استولى علي على جبل مسار. في عام 1062، أرسله علي إلى القاهرة ليعمل سفيرًا للخليفة الفاطمي المستنصر.
المصدر الرئيس لزيارة لماك بن مالك إلى القاهرة هو رواية خيالية للغاية وردت في كتاب حاتم بن إبراهيم "تحفة القلوب". وبحسب حاتم فإن الغرض الأصلي من زيارة لماك كان الحصول على إذن لعلي بزيارة مصر، وتحولت هذه الرحلة في نهاية المطاف إلى سفارة ممتدة لمدة خمس سنوات لأن المستنصر كان يؤجل اجتماعهما إلى العام التالي (مما يعني رفضه بشكل غير مباشر منح علي الإذن). خلال فترة إقامته في القاهرة، أقام لماك في دار العلم، المقر الرسمي للمؤيد في الدين الشيرازي. درس "العلوم الباطنية للإيمان" أثناء إقامته في دار العلم، ثم بعد خمس سنوات (ق. 1066)، سُمح له أخيرًا بتقديم طلباته كتابيًا إلى الخليفة. أرسل رسالة تحتوي على 27 سؤالًا، وردًّا على ذلك أعطاه المستنصر 27 رداءً، رداءً واحدًا لكل سؤال طرحه، ليرمز إلى تقدمه في 27 مستوى من "العلم والحكمة". ثم سُمح له أخيرًا بمقابلة شخصية مع المستنصر، الذي أبلغه بوفاة علي الصليحي. ثم تلقى لماك التعازي لمدة خمسة أشهر ثم عاد إلى اليمن. لقد كشف ما تعلمه لثلاثة أشخاص فقط: الحاكم الصليحي المكرم، وزوجته أروى (التي حكمت بنفسها)، وأحمد بن قاسم بن دلّي (الذي هو غامض ولكنه قد يكون مرتبطًا بسليمان بن أبي القاسم بن دلّي الذي كان من بين مؤيدي علي الصليحي في ثورته الأصلية في جبل مسعر). كما شارك لماك لاحقًا معرفته مع ابنه وخليفته يحيى (الذي كان هو نفسه أحد مؤسسي الدعوة في اليمن) قبل وفاته.
ومع ذلك، يبدو أن هذه الحلقة بأكملها "مُبالغ فيها ورومانسية" ولا ينبغي بالضرورة اعتبارها حقيقة تاريخية. بعض جوانب قصة حاتم لا معنى لها تمامًا، على سبيل المثال، تشير المراسلات بين القاهرة واليمن إلى أن لماك بقي في مصر بشكل مستمر خلال تلك السنوات الخمس، ولكن إذا كان المستنصر قد أرجأ اجتماعهما ببساطة، فقد كان من المنطقي أن يغادر لماك ويعود في العام التالي. وبدلًا من ذلك، ربما كان علي ينوي منذ البداية أن يكون لماك سفيرًا مقيمًا له في القاهرة. وبحسب سامر طرابلسي، ربما كان الغرض الأصلي من وفد لماك هو الحصول على إذن الفاطميين لحملة علي ضد شريف مكة في عام 1062، حيث ذهب لماك إلى القاهرة قبل أشهر قليلة من بدء تلك الحملة. وربما لم تكن دراسة لماك في القاهرة على يد المؤيد في الدين نتيجة عرضية لتأجيل إقامته، بل كانت جزءًا من المهمة الأصلية: "كعلامة على الخضوع والتعاون"، فقد أُرسل للحصول على تدريب ديني في القاهرة، ربما برفقة آخرين.
ومن بين المسائل الأخرى التي كان لماك سيناقشها مع المسؤولين الفاطميين في القاهرة إعادة تأسيس الدعوة الإسماعيلية في الهند، وهو ما كان مهمًا في تعزيز أهداف الفاطميين في السيطرة على التجارة البحرية في المحيط الهندي. لقد فقد الفاطميون هيمنتهم الإقليمية في البحر الأبيض المتوسط بسبب صعود الإمبراطورية السلجوقية، وفقدان سيطرتهم على شمال إفريقية وصقلية، ونهاية إمدادات الحبوب البيزنطية بسبب تحالفهم الجديد مع السلاجقة. ونتيجة لذلك، أصبح الفاطميون مهتمين بشكل متزايد بإنشاء قواعد حول منطقة المحيط الهندي من أجل التأثير على التجارة وتعزيز مكانتهم الاقتصادية. وقد تكهن عباس همداني بأن تسوية مسألة من سيسيطر على الدعوة في الهند كان هدفًا آخر لمهمة لماك. بعد عودة لماك إلى اليمن مباشرة، أُرسل الداعي عبد الله إلى خمبهات في ولاية غوجارات. انتشرت الإسماعيلية في ولاية جوجرات، وتبناها العديد من حكامها، وإلى يومنا هذا يوجد في جوجرات أكبر تجمع للإسماعيليين الطيبيين في العالم.
وقد اقترح الهمداني أيضًا أن لماك كان يحاول الحصول على اعتراف رسمي من الفاطميين بأن ابن علي العز هو وريث الدولة الصليحية. لا يمكن أن يكون هذا جزءًا من أجندته الأصلية عندما ذهب إلى مصر في عام 1062، ومع ذلك، وفقًا لعماد الدين الأصفهاني، اتخذ علي في الأصل قرارًا بتعيين العز وريثًا في عام 1063. كما اقترح أن سفارة لماك كانت تهدف إلى تحديد طبيعة العلاقات الفاطمية الصليحية، وكذلك نقل الأدبيات الفاطمية إلى اليمن؛ لكن الطرابلسي يقول إنه في حين أن هذه الأشياء ربما كانت نتائج لإقامة لماك في القاهرة، إلا أنها لم تكن جزءًا من القصد الأصلي.
وفي نهاية سفارته التي استمرت خمس سنوات، في أوائل عام 1067، انضم إلى لماك القاضي المؤثر عمران بن الفضل اليامي، وهو أيضًا من بني همدان، وكان القائد الأعلى للجيش الصليحي وحاكم صنعاء. ومن المرجح أن التنافس اللاحق بين عمران ولماك بدأ في هذا الوقت.
كان سبب عودة لماك إلى اليمن هو وفاة علي في عام 1067. وبما أن علي لم يكن حاكمًا خاضعًا مثاليًّا (فقد عصى أوامر الخليفة مرتين بمهاجمة مكة)، فمن المحتمل أن الفاطميين رأوا فرصة للتأثير على صناعة السياسة اليمنية في تلك المرحلة. كان لماك، الذي تدرب على يد المؤيد في الدين، وبالتالي كان على دراية جيدة بأهداف السياسة الخارجية الفاطمية، هو المرشح المثالي.
وبسبب عدم الاستقرار في القاهرة في ذلك الوقت، أرسل المؤيد في الدين العديد من المصادر الإسماعيلية إلى اليمن مع لماك. وقد أدى هذا بشكل غير مباشر إلى نجاتهم من التدمير العام للمخطوطات الإسماعيلية على يد الأيوبيين عندما غزوا مصر في وقت لاحق. كما أحضر لماك مرسومًا فاطميًا رسميًا يعبر عن دعمه لخلافة المكرم.
بعد عودته إلى اليمن، أصبح لماك "الرأس التنفيذي" للدعوة في اليمن في عهد المكرم ثم أروى، على الرغم من أن حكام الصليحيين كانوا مسؤولين اسميًا على الأقل. كان مقره في البداية في صنعاء ثم انتقل بعد ذلك إلى ذي جبلة وإب. وكان مستشارًا موثوقًا به لكل من أروى والمكرم، ومؤيدًا ثابتًا لأروى (على النقيض من القاضي عمران، الذي حاول حشد بني همدان ضدها). وكان القاضي جرير بن يوسف مساعدًا له.
تاريخ وفاة لماك غير معروف، على الرغم من أنه لا بد أن يكون في وقت ما قبل عام 1097/8 (491 هـ) لأن ابنه يحيى يبدو أنه أصبح رئيسًا للدعوة اليمنية في تلك المرحلة.

## الإرث
يُعرف لماك في التراث الطيبي باسم قاضي القضاة وهادي الهدات ويعتبر من الشخصيات المؤسسة للدعوة الطيبية. حتى أن المؤلف الطيبي اللاحق حسن بن نوح البروشي وصفه بأنه داعي بلاغ، وهي رتبة أعلى من الداعي المطلق، الذي كان رأس الدعوة في اليمن.
من المرجح أن تكون رواية حاتم لإقامة لاماك في مصر قد كُتبَت بقيمة رمزية، لإظهار معرفة لماك وحكمته، كما اعترف الإمام المستنصر نفسه. وهذا هو الحال بشكل خاص لأن هذا هو المستنصر، آخر أئمة الإسماعيلية قبل الانقسام النزاري المستعلي بعد وفاته. وهكذا تصور الدعوة اليمنية بشرعيتها المستمدة من المستنصر، الذي كانت سلطته الدينية مقبولة لدى جميع الإسماعيليين. ومن الأهمية الرمزية أيضًا أن لماك يُصور وهو يشارك معرفته مع أروى الصليحي، التي كانت بنفسها حجة اليمن والمؤسسة الرسمية للدعوة الطيبية بعد انقسام المستعليين إلى الطيبيين والحافظين في ثلاثينيات القرن الحادي عشر.